# 6689 Floss
6689 Floss este un asteroid din centura principală, descoperit pe 2 martie 1981, de Schelte Bus.